# 恶魔们
为2023年上映的韩国惊悚动作片，由电影《媽媽別哭》《海賊：汪洋爭霸》的副导演金宰勋执导，張東潤、吳代煥主演。剧情讲述稀世杀人魔镇赫和刑警在焕在抓捕的瞬间互相交换身体后，彼此展开对决的故事。

## 演员阵容

### 主要人物
- 張東潤 饰演 镇赫
- 吳代煥 饰演 在焕

### 其他人物
- 崔贵華 饰演 组长
- 張宰豪 饰演 金旻聖
- 孫鐘鶴 饰演 老人
- 申承煥 饰演 锡万
- 尹炳熙 饰演 耀汉
- 池南赫 饰演 正宇
- 李相元 饰演 成镇
- 王智慧 饰演 真淑
- 金泰谦 饰演 胜铉
- 申秀妍 饰演 泫雅
- 孙政焕 饰演 刑警1
- 李承俊 饰演 刑警2
- 金振满 饰演 刑警3
- 文炳周 饰演 刑警4
- 金瑞沅 饰演 刑警5
- 张率 饰演 刑警6
- 徐圣钟 饰演 急救队员

### 友情出演
- 金元海 饰演 启南
- 黃寶羅 饰演 美善

## 制作

### 选角
2022年3月17日，媒体报道张东润、吴代焕、崔贵华将主演“Face Off”题材的惊悚新片《After》，剧情讲述警察和杀人魔面孔发生改变后发生的故事，该片将是导演金宰勋执导的首部长篇电影。3月22日，正式宣布张东润、吴代焕、张宰昊、崔贵华、孙钟赫、申承焕等演员出演。

### 拍摄
主体拍摄于2022年3月28日开始进行，同年5月18日杀青。

## 发行
2023年5月23日公开首款预告海报，宣布于7月5日在韩国上映，片名由《After》（애프터）变更为《恶魔们》。该片于2024年入选第42届布鲁塞尔国际奇幻电影节惊悚片竞赛单元。